# علاء الدين
علاء الدين هي شخصية خيالية شرقية، برزت في إحدى أشهر القصص في كتاب ألف ليلة وليلة الذي ألفه المستشرق الفرنسي أنطوان جالان.
شخصية علاء الدين وقصته لم تكن من النص الأصلي للكتاب، إلا أن أنطوان جالان أضافها إلى كتابه بناءً على حكاية شعبية سمعها من الروائي السوري الماروني حنا دياب في القرن الثامن عشر.

## ملخص الحكاية
علاء الدين هو شاب فقير يتيم الأب يعيش في إحدى المدن في الصين ويعمل بأجر زهيد في سوق المدينة. في أحد الأيام جاء رجل إلى السوق ليشتري بعض الحاجيات ووصل إلى علاء الدين الذي كان يبيع الأواني الفخارية، وعندما شاهد الرجل علاء الدين ادعى أنه عمه (شقيق والده المتوفي) وأنه كان مُسافرًا لبلاد بعيدة لظروف خارجة عن إرادته. تظاهر الرجل بالبكاء والحزن لأنه وجد ابن شقيقه في هذه الحالة المُزرية، لكنه في الحقيقة كان ساحرًا، وقد أتى من المغرب لكي يجد شخصًا يساعده في الحصول على كنز كبير .

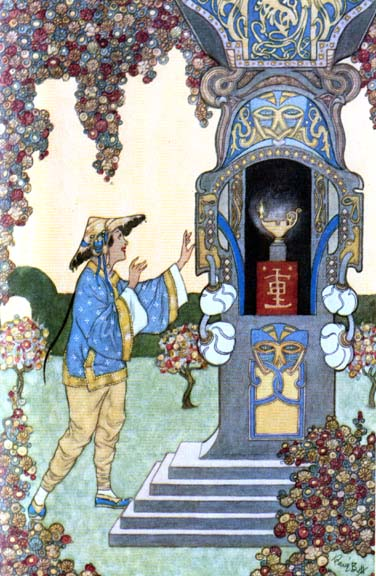
علاء الدين يعثر على المصباح السحري داخل الكهف. لوحة للرسام رينيه بول (1898).

فرح علاء الدين بأنه وجد عمه الذي لم يعلم عنه شيء مسبقًا، فأخذه إلى بيته كي يتعرف على والدته. كانت والدة علاء الدين تعمل خياطة منذ أن توفى زوجها لتوفر المال وتعين علاء الدين على مصاريف الحياة، وبالفعل ذهب الرجل مع علاء الدين إلى البيت ورحبَّت بهم والدة علاء الدين، وبعد أن تناولوا الغداء تعهد العم بأن يقوم بمساعدة ابن شقيقه كي يصبح من كبار التجار في السوق، ولكن هذا الرجل كان له هدف آخر فقد كان ساحرًا كبيرًا يريد من علاء الدين أن يستخرج له كنزًا مدفونًا في جبل، ولا يستطيع أحد أن يدخل إلى الكهف في الجبل إلا إن كان في نفس عُمر علاء الدين.
طلب الرجل من علاء الدين أن يذهب معه إلى الجبل لكي يأتي له ببعض المال ويبدأ تجارته التي سوف تحوله من تاجر صغير إلى أكبر التجار ، وبعد أن مشيا لمسافة كبيرة في الصحراء توقّف الرجل عند كهف وطلب من علاء الدين أن يدخل ليأخذ المال الموجود فيه لأنه رجل كبير في السن ولا يستطيع الدخول. دخل علاء الدين الكهف الذي كان كبيرًا من الداخل وبه سلالم طويلة تأخذه إلى عمق الأرض، وبينما علاء الدين ينزل من على الدرج فإذا به يرى الذهب يتلألأ والكنوز البراقة تملأ المكان، فأخبر الرجل أنه وجد الذهب والكنوز فطلب منه أن يخرجها على دفعات إلى الخارج، أخرج علاء الدين معظم الكنوز الموجودة في الكهف، وخلال رحلة صعوده وهبوطه كان يرى أشياء عجيبة، فمرة تهاجمه الخفافيش وتارة أخرى تهاجمه الحيات، وكان يرى أيضًا بعض الأبخرة المتصاعدة التي توحي له بأنه يرى أشباح، وبعد أن أوشك عـلاء الدين على استخراج الكنوز والذهب إلى الساحر وأثناء رحلته الأخيرة إلى داخل الكهف أغلق الساحر فتحة الكهف بحجر كبير على عـلاء الدين حتى لا يفضح أمره بما سرق من ذهب وكنوز.
وعندما وصل عـلاء الدين إلى فتحة الكهف وجدها مغلقة تمامًا، فصار يضرب على الحجر كي يفتح له الساحر ولكن دون جدوى، فقد أخذ الساحر كل الكنز وغادر بلا رجعة. لم يدري الفتى ماذا يفعل في هذا الموقف الصعب وكيف سيخرج من هذا الكهف، وظلَّ يبكي ويبكي ويدعو الله بأن يجعل له مخرجًا، وبينما هو في هذا الحال أخذت الذكريات تتسابق إلى مخيلته فمرة يتذكر والدته، وماذا سوف يكون حالها عندما تفقده هو الآخر ، ومرة يتذكر فتاة أحلامه الأميرة ياسمين إبنة الملك التي كان يتمنى أن يتزوجها، وكان يعمل بكدّ حتى يستطيع أن يتقدم لوالدها ويقبل به. لكن؛ ليس هناك فائدة من هذه الذكريات لأنه سوف يموت بكل حال من الأحوال، وبينما هو على هذا الحال فإذا به يرى مصباح يكسوه الصدأ ويصدر منه ضوء خافت، فتوجه على الفور إليه عسى أن ينير له الظلام الحالك الموجود في الكهف. اقترب عـلاء الدين من المصباح الذي كان ممتلئاً بالتراب والصدأ وحاول أن يمسحه بملابسه، وفي هذه اللحظة انبعث دخان هائل من المصباح مما جعل الفتى يشعر بذعر شديد. وبعد ثواني ظهر لعلاء الدين مارد ضخم البنية وكان أقرع الرأس، وقال لعلاء الدين في صوت خاضع ” شُبيك لُبيك خدامك وملك إيديك “.

## المنشأ والبيئة
لا وجود لأي مصدر عربي لحكاية علاء الدين التي تم إضافتها لكتاب Les mille et une nuits وهي الترجمة الفرنسية لكتاب ألف ليلة وليلة التي ترجمها المستشرق الفرنسي أنطوان جالان، والذي سمع حكاية علاء الدين من حكواتي ماروني من حلب. دوّن جالان في يومياته (بتاريخ 25 مارس 1709) بأنه قابل عالم ماروني يدعى يوحنا دياب (حنا) والذي انتقل من حلب إلى باريس مع الرحالة الفرنسي باول لوكاس. ذكر جالان في يومياته أيضاً بأن ترجمته لحكاية علاء الدين تمت في شتاء 1709- 1710 وتم نشره في المجلدين التاسع والعاشر من الليالي، المنشور عام 1710.
أعطى جون بايدن في كتابه علاء الدين والمصباح السحري وقصص أخرى، (لندن 1901)، تفاصيل عن لقاء جالان مع الرجل الذي أشار إليه باسم حنا وإنه تم في مكتبة فرنسا الوطنية اكتشاف اثنين من المخطوطات العربية تحتوي على حكاية علاء الدين (مع حكايتين دخيلتين أخرتين) إحداهما مكتوبة من قِبل قس سوري كان يعيش في باريس يدعى ديونيسيوس شاويش واسمه المستعار دوم دينيس تشافيز . والأخرى نسخة استنسخها ميخائيل الصباغ من نسخة أخرى كُتبت في بغداد عام 1703، وتم شراؤها من قِبل المكتبة الوطنية في نهاية القرن التاسع عشر. ولكن بعض الباحثين المعاصرين مثل محسن مهدي وحسين الهداوي يدّعون بأن كلا المخطوطتين مزورتين.
على الرغم من أن حكاية علاء الدين هي حكاية شرق أوسطية فإن أحداثها تقع في الصين ويشار إلى علاء الدين صراحةً بأنه صيني. ولكن معظم شخصيات الحكاية مسلمون، وهناك تاجر يهودي أيضاً يقوم بشراء بضائع علاء الدين (ثم يخدعه)، ولكن لا توجد أية إشارة إلى البوذيين أو الكونفوشيوسيين وهم أتباع الديانات السائدة في الصين. كما يحمل جميع سكان المدينة أسماءً عربية ويبدو ملكها وكأنه حاكم مسلم وليس إمبراطوراً صينياً. لذلك يعتقد البعض بأن هذا يشير إلى وقوع أحداث الحكاية في تركستان (يشمل آسيا الوسطى والمقاطعة الصينية الحديثة شينجيانغ).

## في الأدب والسينما

### الكتب
- في عام 1961 قام الفرع الإيطالي من شركة والت ديزني بنشر قصة Paperino e la grotta di Aladino أو (دونالد وكهف علاء الدين) من تأليف أوزفالدو بافيز ورسوم بيير لورينزو دا فيتا. وتم الدمج فيها بين قصة علاء الدين وقصة علي بابا.
- تمت إعادة سرد القصة في بعض كتب روث ماننينغ - ساندرز .

### البانتومايم (التمثيل الصامت)
كانت القصة موضوعاً شعبياً في التمثيل الإيحائي لأكثر من 200 عام. تم تمثيل قصة علاء الدين عام 1788 من قبل جون أو'كيفي في المسرح الملكي في لندن.

### الأفلام
- 1940: الفيلم البريطاني لص بغداد حيث تمت فيها استعارة بعض العناصر من قصة علاء الدين بما في ذلك مارد المصباح الذي يستطيع تحقيق ثلاث أمنيات والوزير الشرير جعفر الذي يسعى للسيطرة على المملكة بواسطة السحر الأسود.
- 1957: تم تحويل حكاية علاء الدين في الهند إلى فيلم بثلاثة لغات في وقت واحد. باللغة التيلوغوية بعنوان Allauddin Adhbhuta Deepam[8] وباللغة التاميلية بعنوان Allavudeenum Arputha Vilakkum[9] وباللغة الهندية بعنوان Alladdin Ka Chirag.[10]
- 1960: الفيلم البوليوودي Aladdin and Sinbad (علاء الدين وسندباد) حيث يتقابل كل من علاء الدين وسندباد ويشاركان في المغامرات معاً. في هذه النسخة جني المصباح تكون أنثى ويتزوجها علاء الدين بدلاً عن الأميرة حيث تتحول الجنية إلى بشرية من أجله.
- 1966: الفيلم السوفيتي Volshebnaia Lampa Aladdina (مصباح علاء الدين السحري).
- 1979: الفيلم الهندي باللغة المالايالامية Allauddinum Albhutha Vilakkum (مصباح علاء الدين السحري) وتم إنتاجه باللغة التاميلية أيضاً في نفس الوقت.
- 1986: الفيلم الإيطالي الأمريكي الكوميدي Superfantagenio والذي تدور أحداثه في العصر الحديث.
- 2009: الفيلم الهندي البوليوودي Aladin من بطولة أميتاب باتشان بدور الجني وريتيش ديشموك بدور علاء الدين وجاكلين فيرنانديز بدور ياسمين. وتدور أحداث الفيلم في العصر الحديث.
- 2013: الفيلم البنغالي Aschorjo Prodip والذي تدور أحداثه في العصر الحديث عن رجل من الطبقة المتوسطة يجد المصباح السحري.
- 2019: الفيلم الأمريكي Aladdin وهو فيلم موسيقي فانتازي رومانسى أخرجه جاي ريتشي بطولة مينا مسعود الذي قام بدور علاء الدين ونعومي سكوت قامت بدور الأميرة ياسمين وويل سميث في دور جن المصباح وأصدر في 8 مايو 2019

### أفلام الرسوم المتحركة
- 1926: فيلم الرسوم المتحركة الألماني Die Abenteuer des Prinzen Achmed أو (مغامرات الأمير أحمد) والذي يعتبر أقدم فيلم رسوم متحركة محفوظ ويستند على عناصر مأخوذة من قصص ألف ليلة وليلة وتحديداً قصة الأمير أحمد ويظهر فيها شخصية علاء الدين أيضاً.
- 1939: علاء الدين ومصباحه الرائع وهي إحدى حلقات المسلسل الكارتوني باباي.
- 1959: فيلم الأنيميشن الأمريكي Arabian Nights 1001 أو (1001 الليالي العربية).
- 1970: فيلم الأنيميشن الفرنسي Aladdin et la lampe merveilleuse أو (علاء الدين ومصباحه السحري).
- 1982: فيلم الأنيميشن الياباني Aladdin to Mahou no Lamp من إنتاج وإصدار استديو تويه أنيميشن.
- 1992: فيلم الأنيميشن علاء الدين وهي النسخة الأشهر عالمياً اليوم من من إنتاج استوديوهات والت ديزني. في هذا الإصدار تمت إعادة تسمية و/أو دمج العديد من الشخصيات فعلى السبيل أصبح كل من الساحر ووزير السلطان شخصاً واحداً اسمه «جعفر» في حين إن الأميرة أصبحت «ياسمين»، وأصبح جني المصباح يطالب بحريته، كما لا يوجد هناك خاتم سحري ولكن البساط السحري يملأ مكان الخاتم في القصة. ويتم نقل مكان أحداث القصة من الصين إلى المدينة الخيالية العربية أغربة (Agrabah) أو عقربة. كما أن العديد من الشخصيات وعناصر المؤامرة مبنية على نسخة عام 1940 من فيلم لص بغداد. بعد نجاح هذا الفيلم صدر جزئين آخرين هما عودة جعفر عام 1994 وعلاء الدين وملك اللصوص عام 1996.

### التلفزيون
- ظهر علاء الدين في الحلقة رقم 297 من مسلسل الأطفال الأمريكي شارع السمسم.
- تم إعادة سرد حكاية علاء الدين في حلقة من حلقات المسلسل التلفزيوني The Muppet Show.
- إحدى حلقات مسلسل Faerie Tale Theatre عام 1986 كان عن قصة علاء الدين ومصباحه السحري.
- مسلسل الرسوم المتحركة علاء الدين عُرض على قناة ديزني من 5 سبتمبر 1994 إلى 25 نوفمبر 1995. ويستند أحداث المسلسل على فيلم الرسوم المتحركة الذي صدر عام 1992 علاء الدين.
- ظهرت قصة علاء الدين في مسلسل الأنيميشن الأمريكي Happily Ever After: Fairy Tales for Every Child حيث كانت أحداث القصة تدور في الصين.
- كانت قصة علاء الدين واحدة من خمس قصص في المسلسل البريطاني الأمريكي القصير Arabian Nights أي الليالي العربية وكان المسلسل مكوّناً من حلقتين فقط تم عرضهما عام 2000.
- ظهرت قصة علاء الدين في إحدى حلقات المسلسل البريطاني دكتور هو عام 2007.
- المسلسل الهندي علاء الدين عُرض على قناة زي تي في من 16 نوفمبر 2007 إلى 21 مارس 2009.

### الكوميكس
- علاء الدين هو الشخصية الرئيسية في سلسلة القصص المصورة اليابانية ماغي إلى جانب العديد من شخصيات ألف ليلة وليلة الأخرى. تم تحويل القصص المصورة إلى مسلسل أنمي في عام 2012.

### ألعاب الفيديو
- لعبة الفيديو Sonic and the Secret Rings (سونيك وسر الخواتم) يستند بشكل كبير على قصة علاء الدين. جني المصباح في اللعبة هو الخصم الرئيسي ويدعى إيرازور، أما جني الخاتم فيدعى شاهرا فهو صاحب سونيك ويقوم بمساعدته وتوجيهه على الرغم من أن قوته هي أقل من قوة جني المصباح.
- تظهر نسخة ديزني من شخصية علاء الدين في سلسلة ألعاب الفيديو كينغدوم هارتس التي طورت ونشرت من قبل شركة سكوير إنكس بالتعاون مع ديزني إنترأكتيف ستوديوز.
- في عام 2010 تم إصدار لعبة Aladin and the Enchanted Lamp وهي لعبة ألغاز وبحث عن أشياء مختفية.[11]

### أخرى
- هناك فندق وكازينو في لاس فيغاس اسمه علاء الدين من عام 1966[12] حتى عام 2007.